# بيتر هوسينغ
بيتر هوسينغ (بالألمانية: Peter Hussing)‏ (15 مايو 1948 – 8 سبتمبر 2012) هو ملاكم ألماني راحل، مثّل بلاده في الألعاب الأولمبية الصيفية في دورات 1972 و1976 و1984.

## روابط خارجية
بيتر هوسينغ على موقع أوليمبيديا (الإنجليزية)